# Motlle

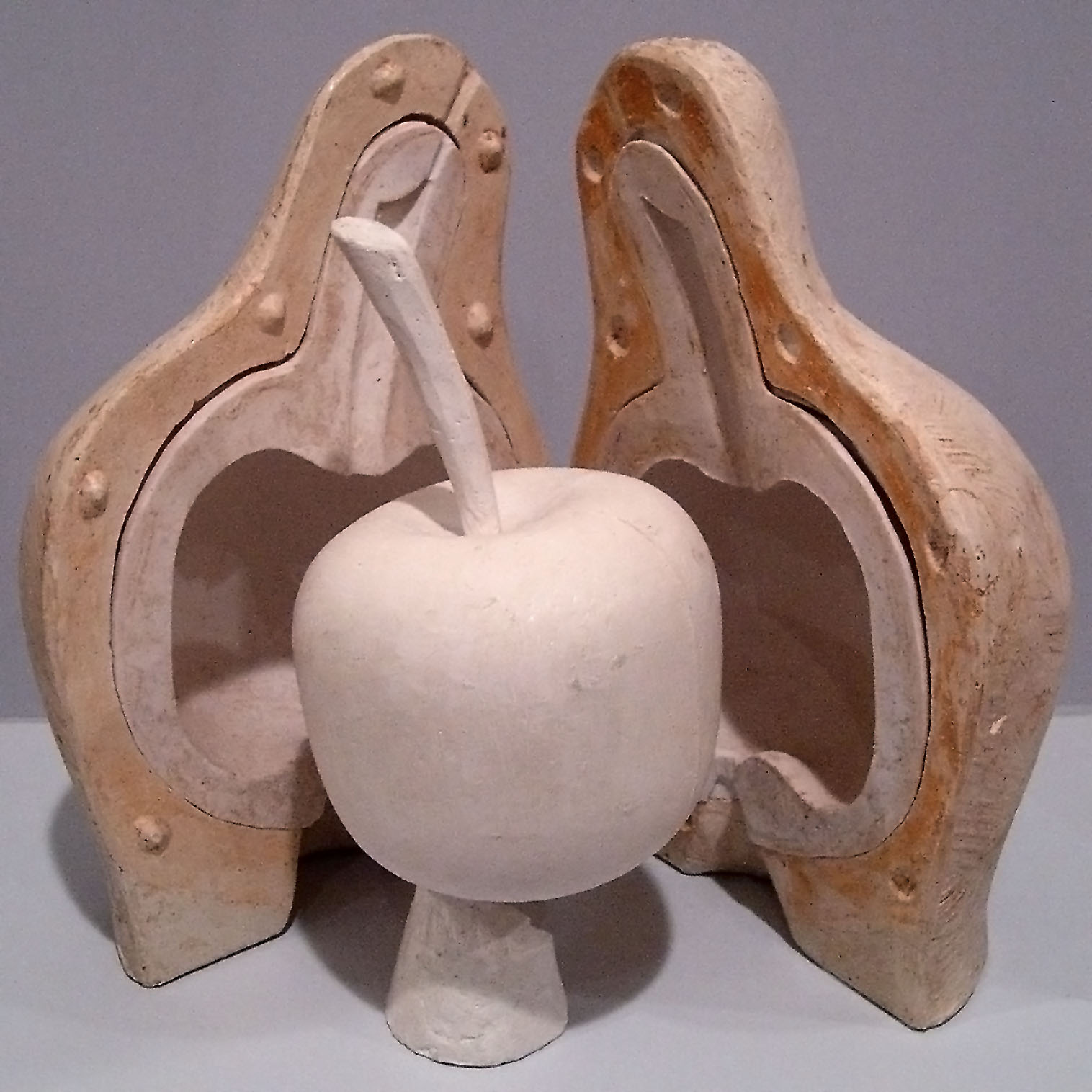
Model elaborat en escaiola amb un motlle bivalve.

Un motlle o motle és una peça, o un conjunt de peces acoblades, interiorment buides però amb els detalls i empremtes en negatiu del futur sòlid que es desitja obtenir. Per acoblar perfectament les peces d'un motlle es recorre generalment a les claus, que són incisions en una cara i sortints en l'altra, fan de guia quan ambdues s'uneixen prevenen el desajust.

## Tècnica
En el seu interior s'aboca el material fluid o plàstic - metall fos, formigó, guix, resina, silicona, etc. - Que quan es solidifica adquireix la forma del motlle que el conté. Un cop retirat el motlle, normalment, es procedeix a repassar la peça obtinguda, corregint les possibles imperfeccions en les zones d'acoblament, traient les restes dipositades en els orificis realitzats per introduir la matèria plàstica, i en els orificis de sortida del sobrant o respiradors.
S'empra profusament per obtenir peces modelades, tant en art (busts, figures, columnes), com en construcció (balustres, revestiments) o en processos industrials (objectes ceràmics, elaboració de barres de xocolata, etc.)
En la indústria, al motlle on s'aboca el material fos se l'anomena matriu. En construcció, al motlle, amb el conjunt de peces auxiliars, se l'anomena encofrat.

## Tipus de motlle
Hi ha motlles rígids i flexibles, els motlles depenen de la forma de la peça a seriar, determinat pel grau de complexitat dels detalls i la simetria d'aquesta, sent important facilitar el desemmotllament que ha de ser el més precís possible; hi ha motlles d'una peça, dues peces o fins a cinc o més si és necessari.
Generalment, un motlle flexible (làtex) es munta amb un contra-motlle rígid o «mare» que subjecte la forma evitant la seva deformació (guix). L'avantatge dels motlles flexibles és permetre desemmotllar amb més delicadesa, procurant un millor resultat de la peça, a més, és més lleuger i durador.

## Etapes de modelat i desemmotllament

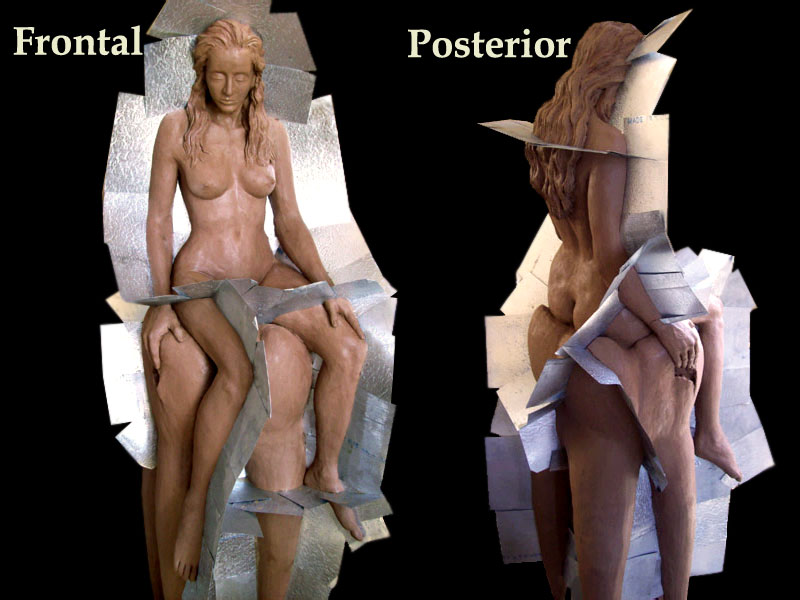

1. Primer s'ha de pensar que la peça no quedi atrapada en el procés d'aplicar el motlle sobre la peça, sobretot si aquest motlle és rígid, com el cas del motlle de guix. A aquesta etapa se l'anomena "l'estudi de talls". El motlle que requereix més creativitat és el ceràmic, per aplicar barbotina (argila líquida), perquè no es pot forçar el motlle en el procés de desemmotllament, cas contrari, es malmetrà la peça, a més, no es pot fer el motlle amb làtex, perquè l'argila ha de cedir humitat al guix, que en estat sec és absorbent.
2. Fixar les divisions, que poden ser d'argila, xapa galvanitzada, cel·luloide gruixut o massilla per a vidre (si la superfície és dura com el guix, perquè aquesta rellisca sobre l'argila).
3. Aplicar el motlle, que pot ser de làtex, cautxú, guix o xamota (argila refractària líquida). Cada especialitat té les seves dificultats, el guix s'ha d'aplicar amb fuetades i mesurant el grau d'enduriment d'aquest, el cautxú només pot aplicar-se amb una màquina especial que pressiona el cautxú sobre una superfície rígida, el làtex ha de tenir una aplicació més acurada i no pot ser treballat quan aquest comença a quallar. L'avantatge d'aquest últim és que poden gravar fins als més mínims detalls, fins i tot una empremta digital.
4. El contra motlle, s'usa per unir diverses parts petites del motlle.
5. El desemmotllament, o procés de retirar les parts que van capturar el model creat per l'artista.
6. La neteja del motlle, per treure tot escletxa o sobrant del motlle, i aplicar alguna substància per perquè aquest motlle no s'enganxi amb el treball final. Si el buidatge és de guix, se li afegeix detergent, sabó líquid o cera de pis, si el buidatge és de resina se li aplica cera desemmotllant o desemmotllant líquid, si és per al bronze, s'ha de fer un buidatge previ de cera, per treure el motlle final, aquest mètode s'anomena "a la cera perduda"

Els motlles poden ser utilitzats per a fer treballs únics o peces seriades, com és el cas de la joieria o la indústria seriada de joguines i altres articles d'ús quotidià. És a dir pot ser emprat en la indústria i les arts.
També se solen considerar motlles els troquels per estampar monedes o culleres, però el nom més correcte per a aquests motlles és el de matriu.